# 이종혁 (프로게이머)
이종혁 (1991년 9월 25일 ~ )은 대한민국의 스타크래프트 II 프로게이머다.
클랜 / 길드는 WHITE이며 종족은 프로토스이며, 아이디는 Daisy , Daisy[WHITE]이다.
2011년 Prime에 입단하며 프로게이머 활동을 시작했다.
이후 프라임을 탈퇴하고 2012년 5월 ESC Gaming에 입단, 2013년 3월까지 활동했으며 이후 Western Wolves로 이적하여 2013년 12월까지 활동했다.
2014년 1월 대만 게임단인 Wayi Spider에 입단했다.
2015년 2월 스타테일로 이적했다.
2015년 4월 28일 스타테일의 네이밍 스폰서 후원 계약 체결로 인하여 스베누 소속이 되었다.
2015년 7월에 은퇴했다.

## 주요 기록
- 2012년 MLG Pro Circuit 2012 – Summer Arena 12강
- 2012년 MLG Pro Circuit 2012 – Summer Championship 12강
- 2012년 2013 DreamHack Open: Summer 64강
- 2012년 TeamLiquid StarLeague 4 32강
- 2012년 MLG Pro Circuit 2012 – Fall Championship 16강
- 2013년 IEM Season VII - Katowice 8강
- 2013년 2013 DreamHack Open: Summer 64강
- 2013년 IEM Season VIII - Shanghai 16강
- 2013년 2013 DreamHack Open: Bucharest 64강
- 2013년 2013 WCS 유럽 시즌 3 챌린저리그 24강
- 2014년 TeSL 2013-2014 Season 3 8강
- 2014년 TeSL 2013-2014 Season 4 우승
- 2014년 2nd Hong Kong Esports Tournament 8강
- 2014년 2014 DreamHack Open: Moscow 8강
- 2014년 TeSL 2014-2015 Season 1 4위
- 2015년 TeSL 2014-2015 Season 2 6강